# Charlie McCreevy
Charles (Charlie) McCreevy, irl. Cathal Mac Riabhaigh (ur. 30 września 1949 w Sallins) – irlandzki polityk i ekonomista, długoletni Teachta Dála, minister, w latach 2004–2010 komisarz Unii Europejskiej ds. rynku wewnętrznego i usług.

## Życiorys
Absolwent studiów ekonomicznych na University College Dublin. Uzyskał uprawnienia dyplomowanego księgowego, podejmując praktykę w zawodzie. Zaangażował się w działalność polityczną w ramach partii Fianna Fáil. W latach 1979–1985 zasiadał w radzie hrabstwa Kildare.
W 1977 po raz pierwszy został wybrany do Dáil Éireann. Reelekcję do niższej izby irlandzkiego parlamentu uzyskiwał w wyborach w 1981, lutym 1982, listopadzie 1982, 1987, 1989, 1992, 1997 i 2002. Reprezentował okręg wyborczy Kildare, a od 1997 okręg wyborczy Kildare North. Od lutego 1992 do stycznia 1993 był ministrem zabezpieczenia społecznego. Został następnie ministrem turystyki, transportu i komunikacji, po czym jeszcze w tym samym miesiącu stanął na czele zreorganizowanego ministerstwa turystyki i handlu. Funkcję tę pełnił do grudnia 1994, od listopada tegoż roku przez miesiąc odpowiadał również za resort przedsiębiorczości i zatrudnienia. W czerwcu 1997 powrócił w skład rządu jako minister finansów. Stanowisko to zajmował nieprzerwanie do września 2004.
Zrezygnował w związku z nominację w skład Komisji Europejskiej, na czele której stanął José Manuel Barroso. Od listopada 2004 do lutego 2010 pełnił w niej funkcję komisarza UE ds. rynku wewnętrznego i usług.